# Suburban Tribe
Suburban Tribe – fiński zespół grający nu metal/metal alternatywny założony w 1994 r. Zespół składa się członków dwóch znanych fińskich zespołów thrash metalowych: Stone i Airdash. Początkowo nazwa zespołu zapisywana była „Sub-Urban Tribe”, ale w 2001 r. przybrała obecny kształt. Zespół zyskał na popularności gdy piosenka Suburban Tribe – „While The World Awaits” została wykorzystana w reality show Big Brother w 2006 r. Inny utwór – „Swallow” często pojawia się w fińskim programie Dudesons.

## Obecny skład zespołu
- Ville Tuomi – wokal (2000–);
- Roope Sirén – gitara (1994–)
- Janne Joutsenniemi – gitara basowa (1994–);
- Alec Hirst-Gee – perkusja (1994–);
- Euge Valovirta – gitara (2006–).

## Byli członkowie
- Jouni Markkanen – wokal (1994–2000);
- Emerson Burton – instrumenty klawiszowe (1997–2001).

## Dyskografia

### Albumy
- Primitive (1994),
- Purity (1995),
- Panorama (1997),
- Prime Time Collection (1998),
- Elektro 57 (1998),
- SuburbanTribe (2001),
- Manimal (2004),
- ¡Revolt Now! (2006),
- Recollection (2007).

### Single
- Silence (1994),
- To and Fro (1994),
- One of My Little Memories (1995),
- Impossible (1997),
- First Spring Day (1997),
- Frequency (1997),
- Watching you (2001),
- Frozen Ashes (2001),
- Oil and Water (2001),
- Perfect Dark (2002),
- Untameable (2003),
- Silent Rain (2004),
- Nothingness (2006),
- Complications (2006),
- Nevermore (2006),
- While the World Awaits (2006),
- Shock the Monkey (2007).